# Okres Myślenice
Okres Myślenice (polsky Powiat myślenicki) okres v polském Malopolském vojvodství. Rozlohu má 673,3 km² a roku 2024 měl 130 028 obyvatel. Sídlem správy okresu a největším městem jsou Myślenice.

## Gminy
Městsko-vesnické:
- Dobczyce
- Myślenice
- Sułkowice

Vesnické:
- Lubień
- Pcim
- Raciechowice
- Siepraw
- Tokarnia
- Wiśniowa

## Města
- Dobczyce
- Myślenice
- Sułkowice

## Demografie
Ve městech žije 25,56 % obyvatel okresu, na vsích 74,44 %.

## Sousední okresy
| Růžice kompasu | Wadowice        | Krakov          | Wieliczka | Růžice kompasu |
| Růžice kompasu | Sucha, Wadowice | Sever           | Bochnia   | Růžice kompasu |
| Růžice kompasu | Sucha, Wadowice | Okres Myślenice | Bochnia   | Růžice kompasu |
| Růžice kompasu | Sucha, Wadowice | Jih             | Bochnia   | Růžice kompasu |
| Růžice kompasu | Sucha           | Nowy Targ       | Limanowa  | Růžice kompasu |